# Junta d'estanquitat

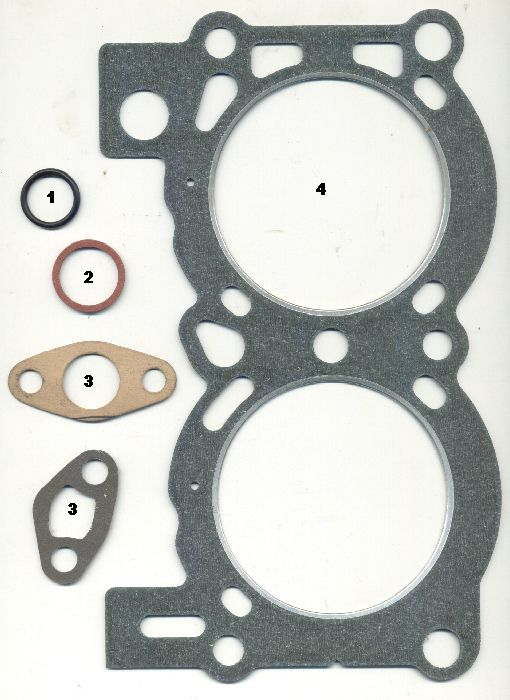
Joc de juntes d'estanquitat.

Una junta d'estanquitat (en casos concrets rep el nom d'estopada) són components de material adaptable que serveix per segellar qualsevol element hidràulic o pneumàtic que porti lubricant al seu interior, i també la unió de les cares mecanitzades dels elements de tancament de les caixes de transmissions. Eviten que hi hagi fuga de lubricant, o fluid que s'hagi d'estancar, cap a l'exterior per algun petit defecte en el mecanitzat i de les zones de tancament o altres mecanismes que tinguin pressió interna com motors d'explosió o compressors.
Generalment, és desitjable que la junta estigui feta d'un material que sigui compressible a un cert grau, per tal que ompli fermament l'espai que es dissenya i que pugui omplir qualsevol irregularitat lleu del mecanitzat. Les juntes estalvien diners en el mecanitzat de les superfícies d'unió perquè no fa necessari que sigui totalment exacte el seu acoblament, perquè la junta corregeix els possibles errors que hi pugui haver en el mecanitzat. La junta d'estanquitat més significativa que existeix és la que s'interposa en la unió entre el bloc de cilindres d'un motor d'explosió i la seva culata, a causa de l'elevada temperatura i pressió que suporta. Sempre que s'escomet una reparació on hi hagi instal·lació de juntes d'estanquitat s'han de substituir per unes noves. Excepte la junta de culata, les altres juntes es poden fabricar amb facilitat si es disposa del taller de la matèria primera per a construir-les. El material de les juntes d'estanquitat pot ser: el cautxú, la silicona, el metall tou, el suro, el feltre, la fibra de vidre o el polímer plàstic (policlor-trifluoretilè). Les juntes, per alguns usos específics, poden contenir asbest. En els jocs de reparació de molts mecanismes ja venen les juntes corresponents.

## Tipus de juntes

### Segons el moviment relatiu
Fonamentalment, i en funció de la feina que desenvolupen, les juntes poden ser estàtiques o dinàmiques.

#### Juntes estàtiques
Les juntes estàtiques es munten entre elements que no tenen moviment relatiu (sensible). Per exemple les juntes de culata en motors de combustió interna. La junta de les olles a pressió és una junta estàtica.
- Hi ha motors famosos que no necessitaven junta de culata perquè el bloc motor i la culata eren una sola peça. Per exemple els motors Offenhauser o,[2] anteriorment, els motors Lebesgue. El motor del Citroën 2CV no disposa de juntes de culata.[3]

#### Juntes dinàmiques

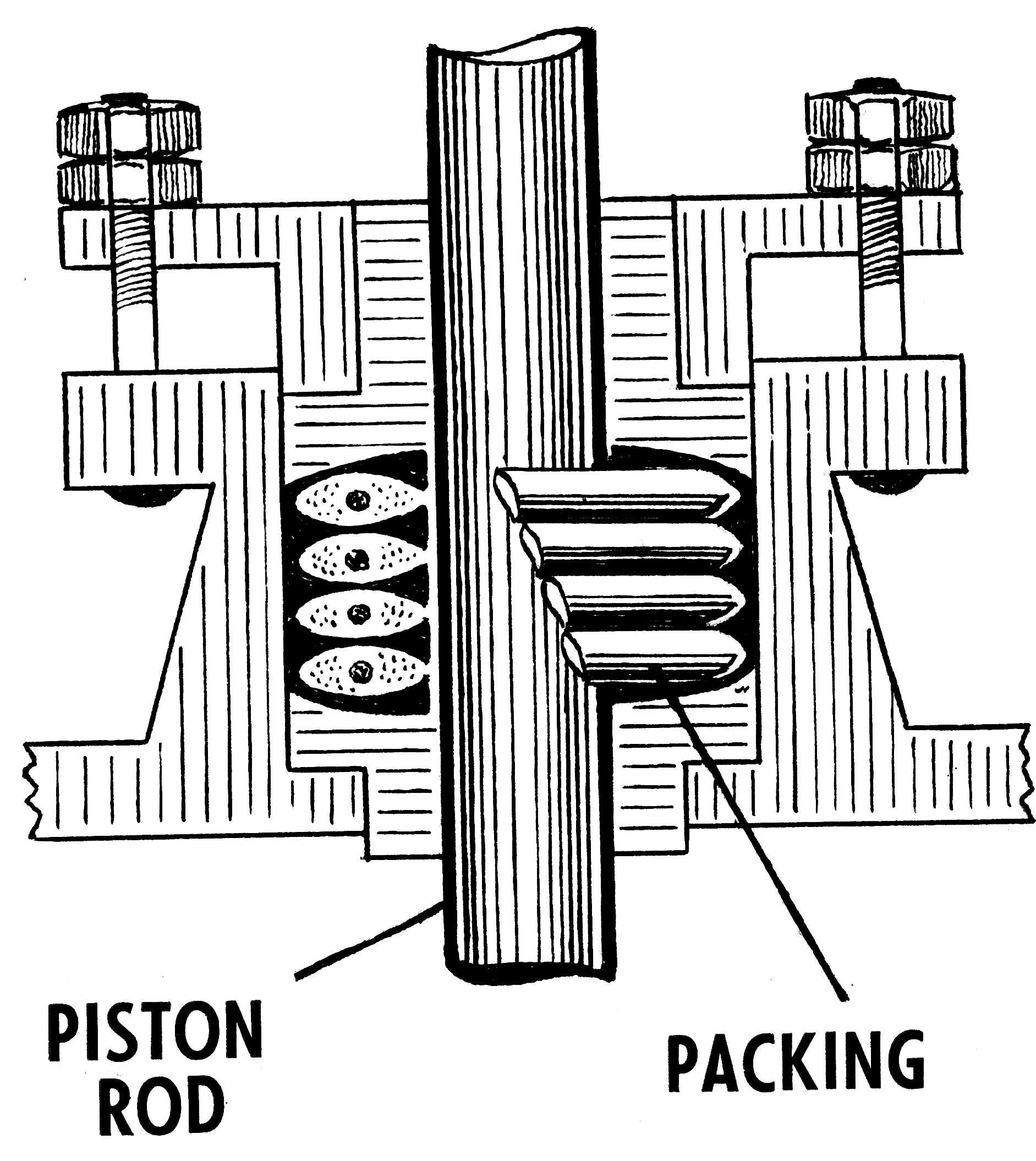
Fig. 2. Esquema d’una estopada (formada per una caixa d’estopada, uns elements deformables i un premsa-estopes).

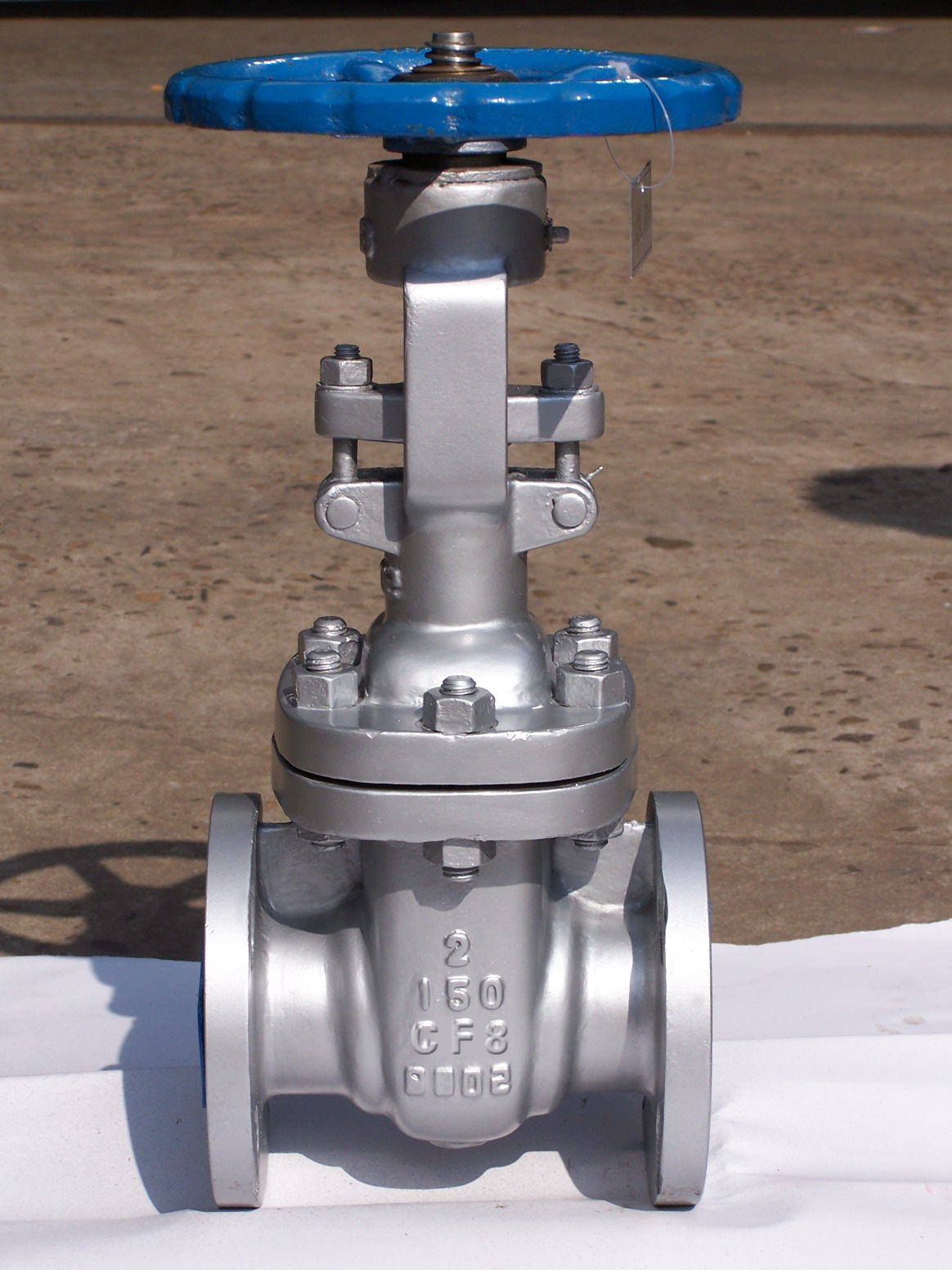
Fig.3. Vàlvula de comporta d’acer inoxidable. La part inferior és el cos de vàlvula (amb dues brides integrades). La tapa de vàlvula va unida al cos mitjançant una brida. La tija va accionada manualment per un volant. L'estanquitat de la tija és obtinguda amb una estopada (no visible), formada per una caixa d'estopada i un premsaestopes (visible amb els cargols de compressió).

Les juntes anomenades dinàmiques asseguren l’estanquitat entre elements amb moviment relatiu. N’hi ha de tres tipus:
- moviment longitudinal (cilindres pneumàtics i hidràulics, tiges de vàlvules, ...)[4]
- moviment de rotació (arbre de l’hèlix, bombes rotatives, vàlvules rotatives,...)[5]
- moviment simultani de rotació i translació (teòricament possible; difícils de documentar eventuals casos reals)
  - algunes vàlvules de motors de combustió interna, a més del moviment alternatiu longitudinal (pujant i baixant la tija de la vàlvula) disposen d'un mecanisme de rotació de la vàlvula; resumint; la tija té un moviment de rotació i, a la vegada, de translació.[6]

### Segons la forma i tecnologia

#### Juntes planes de planxa
Hi ha juntes planes de formes diverses (a vegades complicades) que poden fabricar-se punxonant una làmina prima d’un material adequat. Originalment la làmina era d’amiant comprimit. Les prohibicions legals varen prohibir l’amiant i ara hi ha juntes d'altres materials : minerals, carboni, cautxús sintètics (EPDM, nitril, neoprè,...), cautxú natural, SBR, ... Cada variant té aplicacions concretes. Aplicacions que van des de juntes per a àcids o materials corrossius, vapor o fluids càustics.

#### Juntes de doble camisa
Juntes amb un farciment totalment encapsulat per dues camises de metall.

## Problema general
El problema general d'una junta d'estanquitat es basa en quatre elements:
- element 1
  - dimensions, material, acabat superficial,
- element 2
  - igual que l'element 1
- junta pròpiament dita
  - material, forma, límits de treball,...
- fluid que cal mantenir estanc
  - propietats químiques, propietats físiques, temperatura (que pot ser constant o amb canvis graduals; o variable i amb canvis bruscos), pressió de treball (que pot ser constant o amb canvis graduals; o variable i amb canvis bruscos)
- també pot ser important la temperatura exterior

### Materials-Selecció
Les juntes, com s'ha indicat, es poden construir amb diversos materials. Aquests es defineixen, fonamentalment, sobre la base del treball que s'hagi de fer. Tot material té dos components: un de químic i un de físic. En funció de cada un d'aquests s'ha d'escollir el material més adequat a la funció a realitzar. Així s'han de tenir en compte, principalment, els següents factors:

#### Fluid a estancar
El fluid a estancar ens determinarà el material base de la junta i com a s'haurà de comprovar la seva compatibilitat química. Una falta de compatibilitat química del fluid respecte del material que s'utilitzarà a la junta provocarà que aquesta tingui una descomposició química interna. Per exemple, en els cautxús, es comprovarà que la seva duresa sigui inferior que la duresa original. D'aquesta manera, es provocarà una fallada en la junta i evitarà el seu normal funcionament. Una forma de poder comprovar la compatibilitat del fluid és submergir la junta en una mostra del fluid a estanqueizar durant 24/72 hores.
No hi ha cap regla "genèrica" pel que fa als materials. Així, no s'haurà de prendre un material que sigui compatible, genèricament, amb molts fluids, ja que pot fallar en altres casos. En cas de dubtes, sempre s'haurà de realitzar una comprovació de compatibilitat.

#### Treball a realitzar
El treball a realitzar ens determinarà el material base de com la junta s'haurà de comprovar la seva funció mecànica. Com a tota junta, com s'ha indicat anteriorment, desenvoluparà una funció mecànica, aquesta és la que ens determinarà el material a utilitzar, així es podrà escollir entre cautxú, plàstic, fibres o metalls. Així, no s'haurà de prendre un material que tingui un millor comportament mecànic, genèricament, ja que pot perdre l'elasticitat necessària per poder realitzar l'estanquitat.

#### Altres
Com s'ha vist anteriorment, existeixen altres paràmetres a tenir en compte que poden afectar la junta tant de forma química com física, com per exemple la temperatura de treball.

### Materials-característiques
Un cop es tinguin en compte les condicions de treball anteriors, es podrà realitzar una selecció de les juntes per intentar-ne trobar la més adequada en funció de les seves característiques. Cal tenir en compte que, en alguns casos, es poden realitzar combinacions de material per poder exercir una funció determinada. En aquest cas, la selecció del material s'ha de tenir en compte per a la part principal de la junta.

#### Cautxú

Seccions típiques de juntes d'estanquitat.

El cautxú és un dels materials més comunament usats a l'estanquitat. A causa de l'elasticitat del cautxú, aquest ofereix una resposta a variacions de treball molt ràpida.

#### Metalls o aliatges de baixa duresa
Són relativament freqüents les juntes tòriques, massisses o buides, d'or (o recobertes d'or), plata, alumini, coure, Inconel, níquel,...
També hi ha anells de secció variable (per exemple en forma de letra C).
- Pere Balsells i Jofre. Inventor de la molla helicoidal esbiaixada i d'unes 70 patents més. Fundador de l'empresa Bal Seal Engineering, Inc.[20][21][22]

## Història
Un dels probles més antics entre els humans fou el transport d'aigua. Diversos recipients (carabasses, closques d'ous d'estruç, closques de tortuga) foren (i encara ara són) usats però hi el problema de tapar-los. Un bon tap complementa un bon recipìent.
L'oli , el vi i el vinagre suposaren dificultats anàlogues a les de l'aigua. Els bots de cuir, les àmfores i les botes solucionaren l'estanquitat global i la dels taps.
En construcció naval, els encadellats fenicis (coagmenta punicana) del folre dels bucs no necessitaven calafatament. Eren estancs a partir del material (fusta) i un bon acabat de forma i superfície. Un cop molles, les taules i llates s'estarrufaven i eren estanques. Igual que les doles de les botes. Els fons plans de les botes van encaixats, cadascun, en una regata (allotjament o caixa de junta) i una junta de boga seca proporciona l'estanquitat.
Les embarcacions dels inuit, basades en un folre de pells cosides estirat al voltant d'un esquelet de fusta (o d'ossos de balena), fiaven l'estanquitat en la forma de cosir les pells (sense provocar forats passants, entre l'interior i l'exterior).